# Landkreis Saarbrücken
Der Landkreis Saarbrücken war ein Landkreis im Saarland.

## Geographie

### Nachbarkreise
Der Landkreis grenzte 1973 im Uhrzeigersinn im Westen beginnend an die Landkreise Saarlouis, Ottweiler und Sankt Ingbert. Im Süden grenzte er an die kreisfreie Stadt Saarbrücken sowie an das französische Département Moselle.

## Geschichte
Nach den Bestimmungen des Wiener Kongresses wurde die Grafschaft Saarbrücken 1815 aufgelöst und der preußischen Rheinprovinz und hier dem Regierungsbezirk Trier zugeordnet. 1816 wurde fast deckungsgleich aus der Grafschaft der Landkreis Saarbrücken gebildet. 1909 wurde die zur Großstadt gewordene Kreisstadt Saarbrücken als Stadtkreis aus dem Landkreis herausgelöst. 
Nach dem Ersten Weltkrieg kam der Landkreis Saarbrücken am 1. Oktober 1920 an das Saargebiet. Der Landkreis bestand bis zur saarländischen Gebietsreform, die am 1. Januar 1974 in Kraft trat, und wurde dann fast vollständig in den Stadtverband Saarbrücken überführt. Die Gemeinde Rentrisch kam zur Stadt St. Ingbert im Saarpfalz-Kreis.

## Einwohnerentwicklung
| Jahr | Einwohner | Quelle |
| ---- | --------- | ------ |
| 1816 | 23.583    | [ 2 ]  |
| 1847 | 41.121    | [ 3 ]  |
| 1871 | 87.744    | [ 4 ]  |
| 1885 | 118.803   | [ 4 ]  |
| 1900 | 203.896   | [ 5 ]  |
| 1910 | 170.336   | [ 5 ]  |
| 1939 | 215.016   | [ 5 ]  |
| 1960 | 256.000   | [ 5 ]  |
| 1970 | 264.500   | [ 6 ]  |
| 1972 | 263.700   | [ 7 ]  |

## Politik

### Landräte
- 1816–183600Wilhelm Heinrich Dern
- 1837–184800Friedrich Hesse
- 1848–185500Franz Karl Rennen
- 1855–187200Franz von Gaertner
- 1871–187300Adolf Ulrich (vertretungsweise)
- 1873–188300Ludwig von Geldern
- 1883–188500Hugo Samuel von Richthofen
- 1885–188800Maximilian von Voß
- 1888–189100Eduard zur Nedden
- 1891–189900Alfred von Bake
- 1899–190300Carl von Fidler
- 1903–190900Richard Bötticher
- 1909–191600Walther von Miquel
- 1916–191900Carl von Halfern
- 19200000000Günther van Endert (vertretungsweise)
- 1920–193700Friedrich Vogeler
- 1937–194500Friedrich Kurth
- 1945–195000Peter Michely
- 1950–195600Peter Walter
- 1956–196100Karl Barth
- 1962–196700Leonhard Lorscheider
- 1967–197300Walter Henn

### Wappen
Die Landräte führten gelegentlich ein (nie offiziell verliehenes) Wappen der Fürsten von Nassau-Saarbrücken aus dem 18. Jahrhundert. Dieses Wappen zeigt im Mittelschild den goldenen Nassauer Löwen und weiter (umlaufend im Uhrzeigersinn, beginnend rechts oben): Den silbernen Löwen der Grafen von Saarbrücken-Commercy, den schwarzen Doppeladler der Grafen von Saarwerden, den schwarzen Balken in goldenem Feld der Grafen von Moers-Saarwerden, das goldene Andreaskreuz in grünem Feld mit goldenen Kreuzen der Herren von Merenberg, den schwarzen Löwen auf goldenem Feld der Herren von Homburg, den roten Balken in Gold der Herrschaft Lahr und die zwei roten Löwen der ersten Grafen von Saarbrücken.

## Gemeinden
Am 31. Dezember 1973 umfasste der Landkreis Saarbrücken fünf Städte und 46 weitere Gemeinden:
- Altenkessel
- Auersmacher
- Bischmisheim
- Bliesransbach
- Brebach-Fechingen
- Bübingen
- Dorf
- Dudweiler, Stadt
- Eiweiler
- Emmersweiler
- Fischbach
- Friedrichsthal, Stadt
- Gersweiler
- Göttelborn
- Großrosseln
- Güdingen
- Heusweiler
- Holz
- Karlsbrunn
- Klarenthal
- Kleinblittersdorf
- Köllerbach
- Kutzhof
- Lauterbach
- Ludweiler-Warndt
- Naßweiler
- Niedersalbach
- Obersalbach-Kurhof
- Püttlingen, Stadt
- Quierschied
- Rentrisch
- Riegelsberg
- Rilchingen-Hanweiler
- Sankt Nikolaus
- Schafbrücke
- Scheidt
- Sitterswald
- Sulzbach/Saar, Stadt
- Völklingen, Stadt
- Wahlschied
- Walpershofen

Während seines Bestehens hatten auch die folgenden Gemeinden dem Landkreis angehört: 
- Berschweiler, am 1. Oktober 1936 zu Heusweiler
- Bietschied, am 1. Oktober 1936 zu Heusweiler
- Brebach, am 1. Januar 1959 zu Brebach-Fechingen
- Burbach, 1874 zu Malstatt-Burbach
- Dilsburg, am 1. Oktober 1936 zu Heusweiler
- Engelfangen, am 1. April 1933 zu Köllerbach
- Etzenhofen, am 1. April 1933 zu Köllerbach
- Fechingen, am 1. Januar 1959 zu Brebach-Fechingen
- Fürstenhausen, am 1. April 1937 zu Völklingen
- Geislautern, am 1. April 1937 zu Völklingen
- Güchenbach, am 1. April 1939 zu Riegelsberg
- Hellenhausen, am 1. Oktober 1936 zu Eiweiler
- Herchenbach, am 1. April 1933 zu Köllerbach
- Hilschbach, am 1. April 1939 zu Riegelsberg
- Hirtel, am 1. Oktober 1936 zu Heusweiler
- Kirschhof, am 1. Oktober 1936 zu Eiweiler
- Kölln, am 1. April 1933 zu Köllerbach
- Krughütte, in den 1920er Jahren zu Klarenthal
- Kurhof, am 1. Oktober 1936 zu Salbach
- Lummerschied, am 1. Oktober 1936 zu Kutzhof
- Malstatt, 1874 zu Malstatt-Burbach
- Malstatt-Burbach, Stadt, am 1. April 1909 zu Saarbrücken
- Neuweiler, 1876 zu Sulzbach/Saar
- Numborn, am 1. Oktober 1936 zu Kutzhof
- Obersalbach, am 1. Oktober 1936 zu Salbach
- Rittenhofen, am 1. April 1933 zu Köllerbach
- Rittershof, am 1. Oktober 1936 zu Heusweiler
- Rußhütte, 1874 zu Malstatt-Burbach
- Saarbrücken, am 1. April 1909 kreisfrei geworden
- Salbach, am 1. Januar 1958 aufgeteilt
- Sankt Arnual, 1897 zu Saarbrücken
- Sankt Johann a. d. Saar, Stadt, am 1. April 1909 zu Saarbrücken
- Sellerbach, am 1. April 1933 zu Köllerbach
- Überhofen, am 1. April 1939 zu Riegelsberg
- Wehrden, am 1. April 1937 zu Völklingen

## Kfz-Kennzeichen
Am 1. Januar 1957 wurde dem Landkreis anlässlich des Beitritts des Saarlandes zur Bundesrepublik Deutschland das Unterscheidungszeichen SB zugewiesen. Es wird im Regionalverband Saarbrücken bis heute ausgegeben.
Am 1. Januar 1968 wurde das Unterscheidungszeichen VK gültig. Es wurde nur in der Mittelstadt Völklingen ausgegeben. Auch dieses Unterscheidungszeichen wird in der Mittelstadt Völklingen, nunmehr im Regionalverband Saarbrücken gelegen, bis heute ausgegeben.